# Mathias de Saint-Jean
Mathias de Saint-Jean (ca 1600-1681), alias Jean Eon, est un carme français, haut responsable de la Réforme de Touraine et historien de son Ordre.

## Biographie
Jean Eon est né vers 1600, près de Combourg, dans le diocèse de Saint-Malo. Ses parents, Gilles Eon et Olivette Lambert, étaient liés à des familles nobles et vivaient dans l'aisance; son unique frère sera sénéchal du lieu, trente-six ans durant. En 1617, Jean entre au noviciat des carmes de Rennes, passé à la stricte observance sous la férule de Philippe Thibault. Le 18 février 1618, il fait profession sous le nom de Mathias de Saint-Jean. Il aura pour compagnon d'études Léon de Saint-Jean, et sera initié à la vie spirituelle par Jean de Saint-Samson et Dominique de Saint-Albert.
Une fois sa formation terminée, il devient prieur de différents couvents. Au chapitre provincial de 1632, il est désigné président et commissaire général. En 1636, il est nommé prieur du couvent parisien de la place Maubert, où, pendant quelques mois, il tentera en vain d'introduire la Réforme de Touraine. En 1648, il accompagne le provincial au chapitre général tenu à Rome. Le 23 avril 1655, il est élu provincial de Touraine : une élection assez controversée car, pour la première fois dans l'histoire de la réforme, l'alternance d'un Breton et d'un Français à la tête de la congrégation, n'avait pas été respectée. Nommé, la même année, président et commissaire général, il intervient en province de Gascogne dans l'affaire causée par Jean Cheron, et place  Maur de l'Enfant-Jésus à la tête de ladite province.
En 1658, Mathias devient prieur du couvent du Saint-Sacrement (dit des Billettes), à Paris. En 1662, il doit renoncer au priorat de Dol, parce qu'il a été une nouvelle fois désigné comme président et commissaire général. En 1663, il accompagne le prieur général de l'Ordre au chapitre extraordinaire, tenu pour régler la question de l'alternance, et à la visite canonique de la communauté de la place Maubert. En 1664, il est élu provincial de Gascogne, lors d'un chapitre auquel il assistait en tant que président et commissaire d'une autre province, de sorte que Jean Cheron et Maur de l'Enfant-Jésus contesteront la validité et la légitimité de son élection. Cela n'empêchera pas Mathias de demeurer en poste à Bordeaux, jusqu'en 1668, et de participer ainsi au chapitre général romain de 1666.
Les dernières années de sa vie seront assombries par l'impression d'un relâchement de l'observance dans les provinces réformées. Pour parer à la menace, Mathias aurait voulu écrire un commentaire des points les plus importants des constitutions, dont il entendait qu'elles soient respectées ad litteram et fideliter. Sans avoir pu mener à bien ce projet, il meurt à Paris, au couvent des Billettes, le 4 mars 1681.

## Postérité

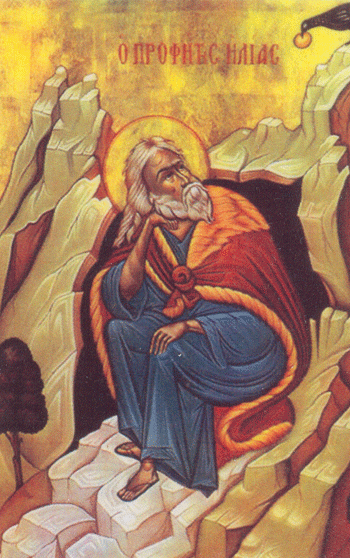
Élie sur le mont Horeb, icône grecque orthodoxe.

Le premier livre de Mathias a été publié anonymement à Nantes en 1646, et portait sur le commerce maritime. En 1653, à Angers, dans une lettre circulaire adressée à ses confrères, l'auteur annonçait une vaste histoire de l'ordre du Carmel, laquelle ne sera jamais achevée. De cette entreprise ne subsiste que ce qui aurait dû être le deuxième des quatre volumes prévus, à savoir une présentation du scapulaire de Notre-Dame du Mont-Carmel. Publié à Paris en 1656, en dehors de tout contexte d'apologie ou de controverse, cet ouvrage entend mettre en valeur les motivations morales et mystiques qui doivent animer pareille dévotion, plus que la vénérable antiquité de celle-ci. La perspective mariale se retrouvera dans l'Histoire panégyrique de l'Ordre, dont le premier volume paraîtra à Paris en 1658, avant d'être réédité en 1665, année de la parution du second. Du projet historique, l'auteur a gardé une sorte de préambule légendaire, d'une forte prégnance symbolique, puisque le prophète Élie et la Vierge Marie y sont proposés comme les principales sources d'inspiration de la vie carmélitaine. Bien plus : Élie aurait fondé l'ordre du Carmel en l'honneur de la Vierge. Basée sur des traditions médiévales, cette affirmation va conduire l'auteur à des développements mariologiques originaux. Toutefois, Mathias est surtout connu en tant qu'historien de la Réforme de Touraine, avec L'Esprit de la réforme des Carmes dans la France, ou le Carmel refleurissant, paru à Bordeaux, en 1666, en même temps que sa traduction latine. Daniel de la Vierge-Marie a fait référence à ces œuvres dans le deuxième volume de son Speculum carmelitanum (Anvers, 1681).

## Spiritualité
Le deuxième volume de l'Histoire panégyrique de l'Ordre, illustre la surenchère à laquelle peut se livrer une mariologie basée sur la piété. Traditionnellement, le dix-huitième chapitre du Premier Livre des Rois, dans lequel le prophète Élie aperçoit une nuée au-dessus du Carmel, était compris par les carmes comme une annonce de la figure de Marie. Mathias va donc partir d'une interprétation du verset 43 (« Il n'y a rien ») pour fonder la prédestination éternelle de la Mère du Christ et sa qualité de corédemptrice. Aux yeux de l'interprète, rien ne s'est produit dans le projet de Dieu, avant Marie et sans elle. En effet, de même que la décision de l'Incarnation précède la création et le péché originel, la Vierge aurait devancé toutes les autres créatures, à la production desquelles elle aurait d'ailleurs collaboré avec Dieu, en qualité de prototype. Antérieure au premier homme et à la faute primordiale, elle n'a donc rien à voir avec le péché, ni avec l'obligation de le contracter. Cette opinion théologique tient par un double glissement : du Verbe vers Marie, au niveau de l'exemplarisme; des mérites historiques du Christ vers les desseins éternels de Dieu, au niveau de la sotériologie. Pour Mathias, l'œuvre de la Rédemption consiste essentiellement dans l'acte d'incarnation, même si son perfectionnement et son achèvement se réalisent dans la mort du Sauveur. Dans cette perspective, la Vierge ne dépend de la grâce du Salut acquis par le Fils, qu'à la mesure où elle appartient encore à la nature humaine. En revanche, une série de motifs sont avancés par l'auteur, pour la considérer comme corédemptrice, entre autres le fait d'avoir offert à Dieu son fils et ses propres souffrances.

### Œuvres
- Le Commerce honorable, ou Considérations politiques, contenant les motifs de nécessité, d'honneur et de profit, qui se treuvent à former des compagnies de personnes de toutes conditions pour l'entretien du négoce de mer en France, composé par un habitant de la ville de Nantes [Jean Eon], 1646 (lire en ligne).
- La véritable dévotion du sacré Scapulaire de Nostre-Dame du Mont Carmel, Paris, 1656.
- Histoire panégyrique de l'Ordre de Nostre-Dame du Mont-Carmel, tome I, L'Institution primitive de l'estat Religieux fondé par le grand Prophète Saint Elie dans le Mont-carmel, et continuée par les Prophètes et leurs successeurs de la vie Monastique, jusqu'à la Naissance de la Très-Sainte Vierge Mère de Dieu, Paris, 1658; 1665.
- Histoire panégyrique de l'Ordre de Nostre-Dame du Mont-Carmel, tome II, La Très-Sainte Vierge Mère du Fils de Dieu et la vraye Patronne et le Chef du Carmel. En ce qu'elle a donné l'estre, le nom, et toute sorte de faveurs à l'ordre des Carmes, institué dans la Montagne du Carmel, Paris, 1665.
- L'Esprit de la réforme des Carmes dans la France, ou le Carmel refleurissant, Bordeaux, 1666.
- Genius carmelitanae reformationis in antiquo ordinis coetu institutae Rhedonis in regno Galliae primo susceptae..., Bordeaux, 1666.

### Études
- H. Blommestijn, « Mathias de Saint-Jean », Dictionnaire de spiritualité ascétique et mystique, Paris, Beauchesne, t. X,‎ 1980, p. 772–774.